# 21475 Джейсонклейн
21475 Джейсонклейн (21475 Jasonclain) — астероїд головного поясу, відкритий 21 квітня 1998 року.
Тіссеранів параметр щодо Юпітера — 3,677.